# Гаплогруппа E1b1b1b2a (Y-ДНК)
Гаплогруппа E1b1b1b2a (M123) — гаплогруппа ДНК Y-хромосомы человека.
Гаплогруппа E1b1b1b2a наряду с гаплогруппами E1b1b1b2b (M293) и E1b1b1b2c (V42) является частью гаплогруппы E1b1b1b2 (Z830).
В свою очередь, E1b1b1b2a (M123) делится на два субклада: Гаплогруппа E1b1b1b2a* (M123) и Гаплогруппа E1b1b1b2a1 (M34).

## Субклады

### E1b1b1b2a*
Гаплогруппу E1b1b1b2a*-M123 -условно можно считать субкладом гаплогруппы E1b1b1b2a (M123), не имеющим нисходящих SNP-мутаций. Если говорить более точно, эти нисходящие SNP-мутации просто пока не выявлены.
В настоящее время встречается крайне редко, в период 2000—2007 годов разными исследователями в различных регионах мира было выявленно только 10 человек принадлежащих гаплогруппе E1b1b1c*-M123: Болгария (1), Средняя Азия (1), Северная Португалия (4), Мадейра (2), Иордания (1) и Тунис (1).
Однако в 2008 году Zalloua с коллегами нашёл 26 мужчин-E1b1b1b2a* на Кипре (из 164 тестированных мужчин) и 27 палестинцев-E1b1b1b2a* (из 291 тестированного).

## Внешние связи

### Филогенетическое древо
- Y-DNA Haplogroup E and Its Subclades from ISOGG 2013